# Michael Rockefeller

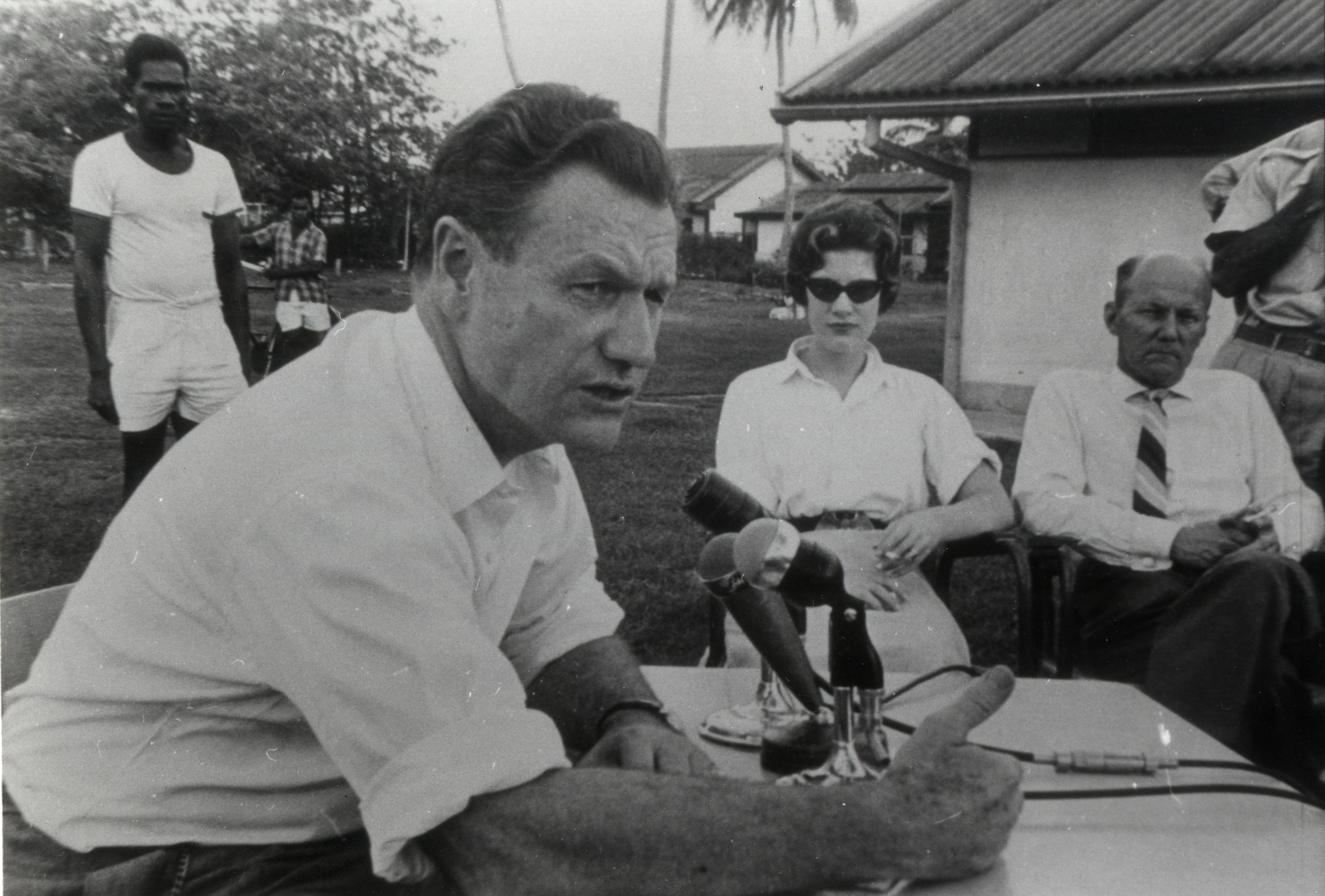
Nelson Rockefeller, gouverneur van New York, houdt een persconferentie te Merauke, Indonesië, over de vermissing van zijn zoon Michael

Michael Clark Rockefeller (18 mei 1938 - Nederlands-Nieuw-Guinea, vermist sinds 18 november 1961) was een lid van de familie Rockefeller. Hij was de jongste zoon van gouverneur Nelson Rockefeller.
Michael Rockefeller verdween gedurende een expeditie in de regio Asmat van zuidwest Nieuw-Guinea.

## Leven
Rockefeller nam dienst in het Amerikaanse leger, maar werd na zes maanden ontslagen. Hij reisde de wereld rond onder een valse naam. Rockefeller wilde niet in het familiebedrijf werken en ging studeren aan de Harvard University. In 1960 studeerde hij cum laude af, waarna hij op expeditie ging voor het Harvard's Peabody Museum of Archaeology and Ethnology, dat de Dani bestudeerde in het Centrale Bergland van Nederlands-Nieuw-Guinea. De expeditie produceerde Dead Birds (1963), een beroemde etnografische documentaire van Robert Gardner, waarvoor Rockefeller de geluidsman was.

## Vermissing
Rockefeller keerde na twee maanden terug naar Nieuw-Guinea om samen met zijn kompaan, René Wassing, een Nederlandse antropoloog, het Asmat-volk van zuidelijk Nieuw-Guinea te kunnen bestuderen. Ze vertrokken in een zelfgebouwde catamaran met een buitenboordmotor in het gezelschap van twee inlandse gidsen. Door hoge golven sloeg de boot om. De inlandse gidsen slaagden erin naar de kant te zwemmen om hulp te halen. 's Anderendaags besloot Rockefeller om ook te proberen naar de kant te zwemmen, tegen het advies van René Wassing in. Wassing werd acht uur later gevonden door een Nederlands watervliegtuig en werd gered. Rockefeller werd nooit teruggevonden, ondanks een zoekactie met schepen en vliegtuigen en een grote beloning in tabak die werd uitgeloofd aan de inlanders.
De meeste autoriteiten geloven dat Rockefeller verdronken is, óf aangevallen door een haai of krokodil. Omdat in 1961 ook koppensnellen en kannibalisme nog steeds bestonden in sommige regio's van Asmat, speculeerden sommigen dat Rockefeller vermoord en opgegeten zou kunnen zijn door de lokale bevolking. Twee missionarissen die in het gebied werkzaam waren en de lokale taal kenden (Cornelius van Kessel en Hubertus von Peij) rapporteerden nauwkeurig wat de Asmat hen vertelden. Michael zou, nadat hij uitgeput de kust had bereikt, door Asmatkrijgers in hun kano's zijn opgevangen en daarna ritueel geslacht, onthoofd en geconsumeerd zijn. Bisschop Tillemans, hoogste baas van de twee missionarissen, verbood hen dit verhaal in de openbaarheid te brengen.

## Savage Harvest
In 2014 verscheen het boek Savage Harvest van de Amerikaanse journalist Carl Hoffman. Het boek is gebaseerd op uitgebreid onderzoek naar de beschikbare documenten, waaronder interne rapporten, brieven en verslagen van het (Nederlandse) koloniale gezag en de katholieke missie en met interviews met pater Von Peij en de ex-bestuursambtenaar Wim van de Waal. Verder het verslag van twee reizen naar het gebied in 2012. Maar desondanks komt Hoffman niet met een bekentenis van betrokkenen (of hun verwanten), of een schedel of ander voorwerp als direct bewijs. Een bril die van Rockefeller zou zijn geweest, wordt voor duizend dollar te koop aangeboden, maar blijkt een in de jaren 1990 gemaakte zonnebril.
Hoffman bezoekt de Asmat eerst in februari 2012 en dan een maand lang van eind november tot eind december 2012. In zijn boek maakt hij op grond van lange gesprekken duidelijk dat het Asmatvolk een reden had om een blanke te vermoorden. In februari 1958 waren vier Asmatkrijgers van hoog aanzien in het dorp  Otsjanep neergeschoten bij een confrontatie met een patrouille van het Nederlandse koloniale gezag onder leiding van Max Lapré. Het was een soort strafexpeditie om een eind te maken aan koppensnellerij. Hoffman doet in het boek zijn uiterste best om de lezer in te wijden in de belevingswereld van de Asmat en de rol die hun houtsnijkunst en daarmee verbonden koppensnellerij speelde eind jaren 1950.
Nederland wilde in 1961 het gezag over Nieuw-Guinea houden. Hoffman stelt dat de Nederlandse autoriteiten in die tijd geen enkel belang hadden bij uitgebreide publiciteit over de zwarte kanten van het koloniale bestuur. Omdat kort na de vermissing, ondanks uitgebreide zoekacties, geen enkel concreet bewijs voor moord kon worden geleverd, is de officiële verklaring altijd gebleven dat Michael was verdronken en/of door haaien of een zeekrokodil was opgegeten. Deze verklaring is ook door de familie Rockefeller altijd geaccepteerd.

## Trivia
- Ooit heeft hij gezegd: "It's the desire to do something adventurous at a time when frontiers, in the real sense of the word, are disappearing."

- Bibsys: 8032292
- Bibliothèque nationale de France: cb15875035j (data)
- Gemeinsame Normdatei: 135795737
- International Standard Name Identifier: 0000 0000 6322 9911
- Library of Congress Control Number: no99033924
- Bibliotheek van het Japanse parlement: 00621393
- Nationale bibliotheek van Australië: 35759971
- Nationale Bibliotheek van Israël: 987007444700605171
- Nationale Bibliotheek van Polen: a0000003233658
- Nederlandse Thesaurus van Auteursnamen: 084552565
- PIC: 270390
- SNAC: w6fj2m85
- Système universitaire de documentation: 133777871
- Trove: 1074829
- Virtual International Authority File: 43932766
- WorldCat: E39PBJyx9mKdvVpQdpkCHcvJXd